# A (濱崎步單曲)
《A》是日本歌手濱崎步第10張單曲，出道第一張百萬單曲，亦是她唯一一張的4A面（即4首皆為A面曲）的單曲，1999年8月11日於日本發行。單曲名稱中的「A」字正確標示為自創的符號（見右方）。

## 說明
從《A》開始，濱崎步的多A面單曲都會使用原創的符號。本作品共收錄了多達四首的A面曲目，分別是〈monochrome〉（黑白）、〈too late〉（太遲）、〈Trauma〉（創傷）、〈End roll〉（落幕），以及數首的混音。但也正是因為本作收錄的曲目較多，因此日本唱片協會認證本作為專輯而非單曲。
本作發行後在公信榜蟬聯兩週冠軍，與前作第9張單曲《Boys & Girls》連續三週冠軍合計達五週冠軍。在本作蟬連兩週冠軍後，遭遇GLAY發行單曲《不是這裡，會是哪裡》而讓出冠軍，但隔週立即奪回冠軍寶座，最終獲得了超勉強三週冠軍。此外以突破百萬日期而言，本作為濱崎步首張百萬作品（前作第9張單曲《Boys & Girls》於本作突破百萬的三週後也突破百萬）。最終累積銷售量達一百六十三萬張，為濱崎步生涯銷售量最高的單曲。
《A》共發行七種版本，曲順也有四種不同之區分。
- 通常盤（CD封面的A為黑色），為一般的發售型態。
- 紅色初回限定盤（封面的A標誌為紅色），限定發售15萬張。
- 藍色初回限定盤（封面的A標誌為藍色），限定發售15萬張。
- 綠色初回限定盤（封面的A標誌為綠色），限定發售15萬張。
- 橘色初回限定盤（封面的A標誌為橘色），限定發售15萬張。
- 100萬紀念盤（封面的A標誌為金色），限定發售10萬張。
- 150萬紀念盤（全包裝均為閃亮金色）。

## 收錄曲目
第13、14曲為額外附贈曲目。另外下述曲順為通常盤、紅色初回限定盤、百萬紀念盤。藍色曲順將〈too late〉移為第一首；綠色、150萬紀念盤以〈Trauma〉為第一首歌曲；橘色則是〈End roll〉。除前四曲有以上變動，其餘曲目曲順皆相同。
全曲作詞：濱崎步／全曲作曲：D・A・I
1. monochrome "Original Version"
日本TOBACCO公司「水蜜桃天然水」廣告歌曲
2. too late "Original Version"
本田技研工業「HONDA GIORNO Crea」廣告歌曲
濱崎步愛犬「CREA」名字以及筆名的由來
3. Trauma "Original Version"
日本TOBACCO公司「水蜜桃天然水」廣告歌曲
4. End roll "Original Version"
5. monochrome "Keith Litman's Big City Vocal Mix"
6. too late "Razor 'N Guido Remix"
7. Trauma "Heavy Shuffle Mix"
8. End roll "HΛL's MIX"
森永製菓廣告歌曲
9. monochrome "instrumental"
10. too late "instrumental"
11. Trauma "instrumental"
12. End roll "instrumental"
13. End roll "NEURO-mantic Mix"
14. monochrome "Dub's full color Remix"